# 野鳥基金
野鳥基金（英語：Wild Bird Fund）是位於美國紐約市曼哈頓的非營利動物醫院，同時是該市首家和唯一一家野生動物醫院。

## 歷史和設備
野鳥基金是由麗塔·麥克馬洪（Rita McMahon）於2001年創立，起因為她於684號州際公路旁發現一隻負傷的加拿大雁，並曾試圖尋求獸醫協助治療，但當時無人接受此類野生動物。最終她於一家動物醫院聲稱該鳥為其寵物，但加拿大雁因治療時間已拖延過久而仍未存活下來。之後她對城市內沒有任何地方可照顧野生鳥類感到不安，因此她開始接受培訓並於上西城的公寓內開始收治野鳥，一次至多可容納60隻。野鳥基金於2005年註冊為非營利組織，成為紐約市首家具有執照的野生動物醫院，該機構於麥克馬洪的公寓內和曼哈頓第九大道上的一家綜合動物醫院Animal General運作了若干年。
2012年春天，野鳥基金於第九大道的Animal General對面開設自己的專用診所，但仍依靠附近的獸醫支援部分專業設備和人力。一樓設有收治室、檢疫室、醫學成像室和水禽池。該機構為紐約市唯一的野生動物診所。截至2020年，其每年約收留7,000隻鳥類，一次可收治200多隻。

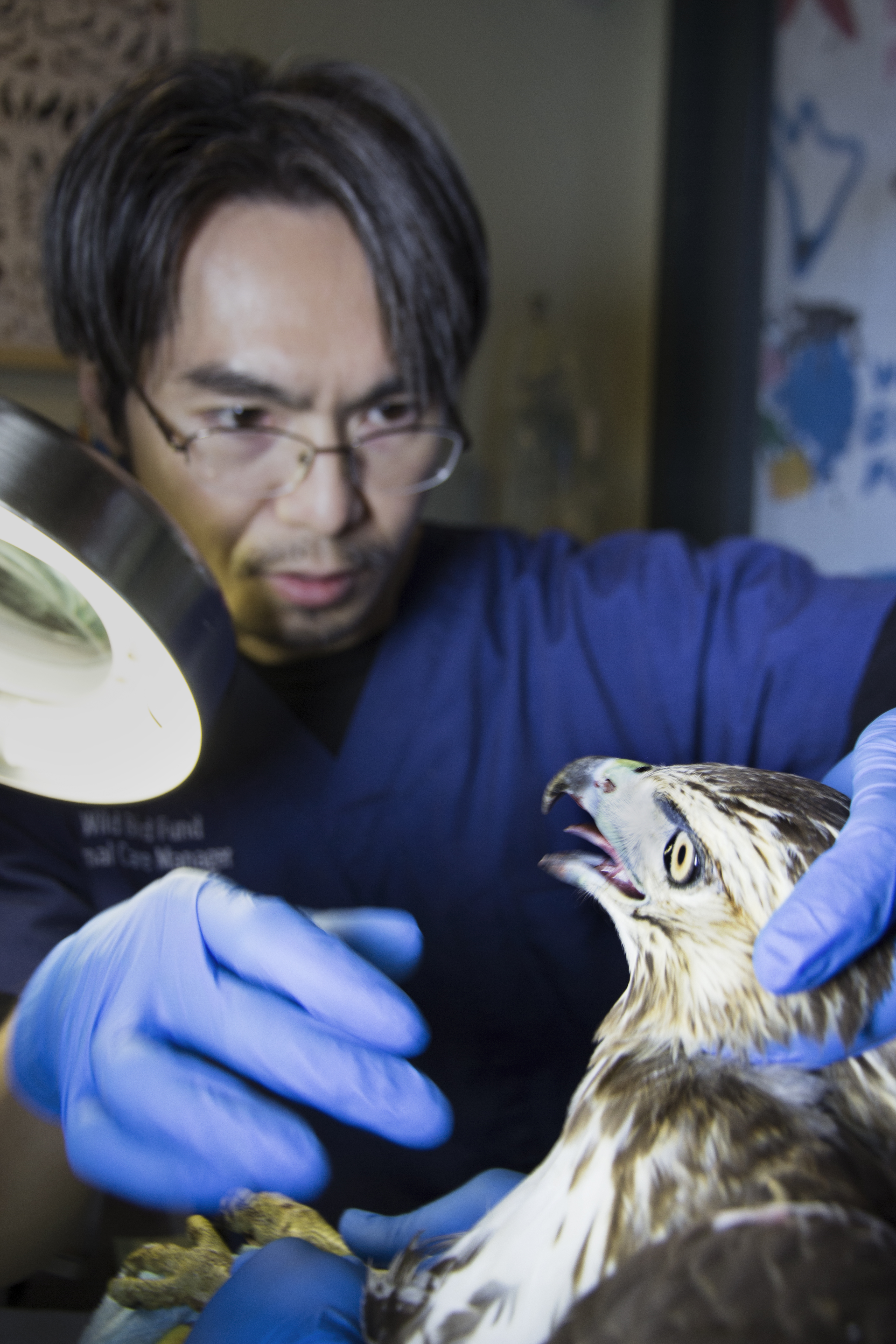
正在野鳥基金檢查一隻紅尾鵟的獸醫技術員（英语：Paraveterinary_worker#Veterinary_technician_/_nurse）
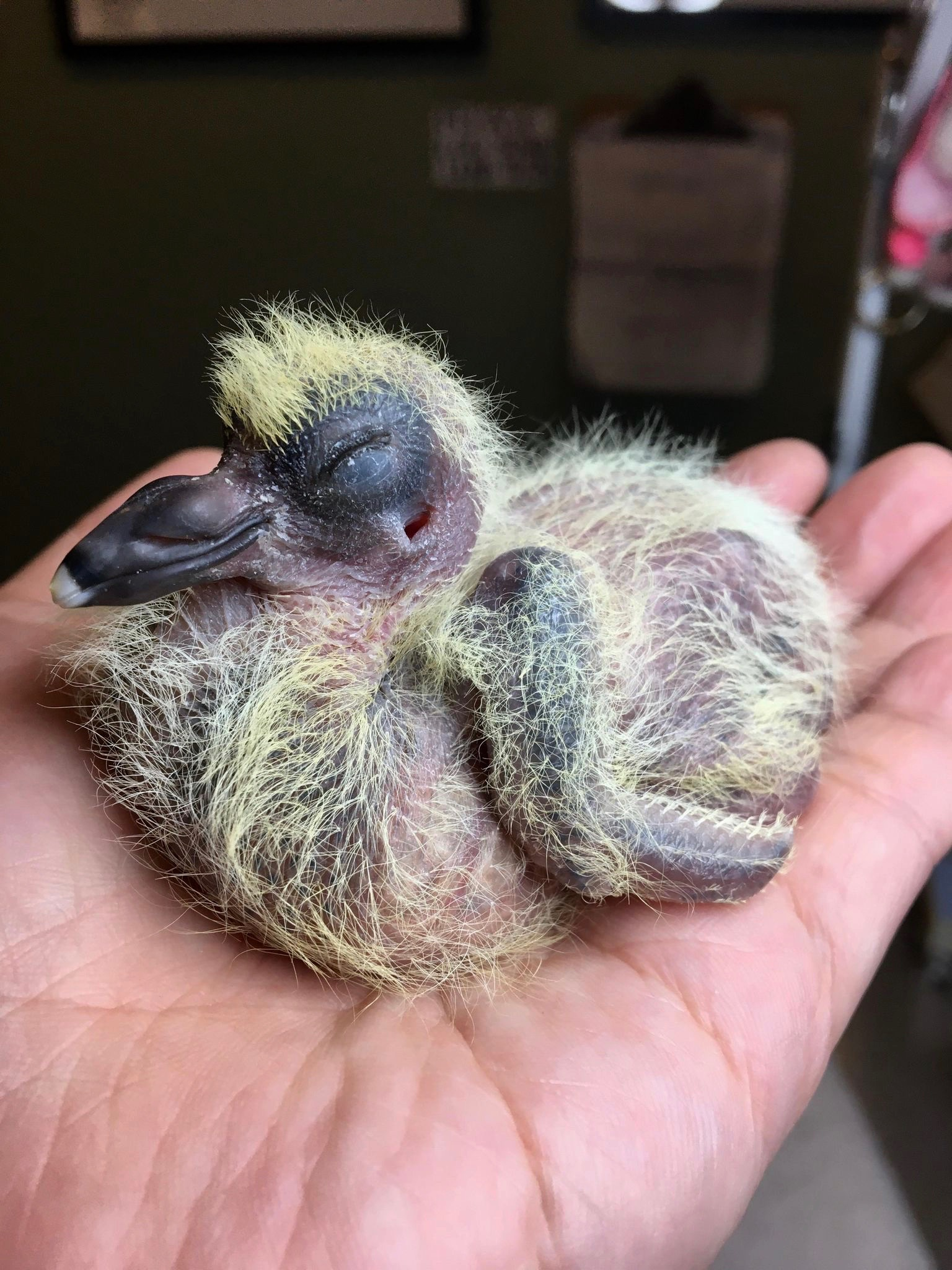
機構收治的一隻野鴿雛鳥，該種鳥類是最常見的患者之一

## 運作

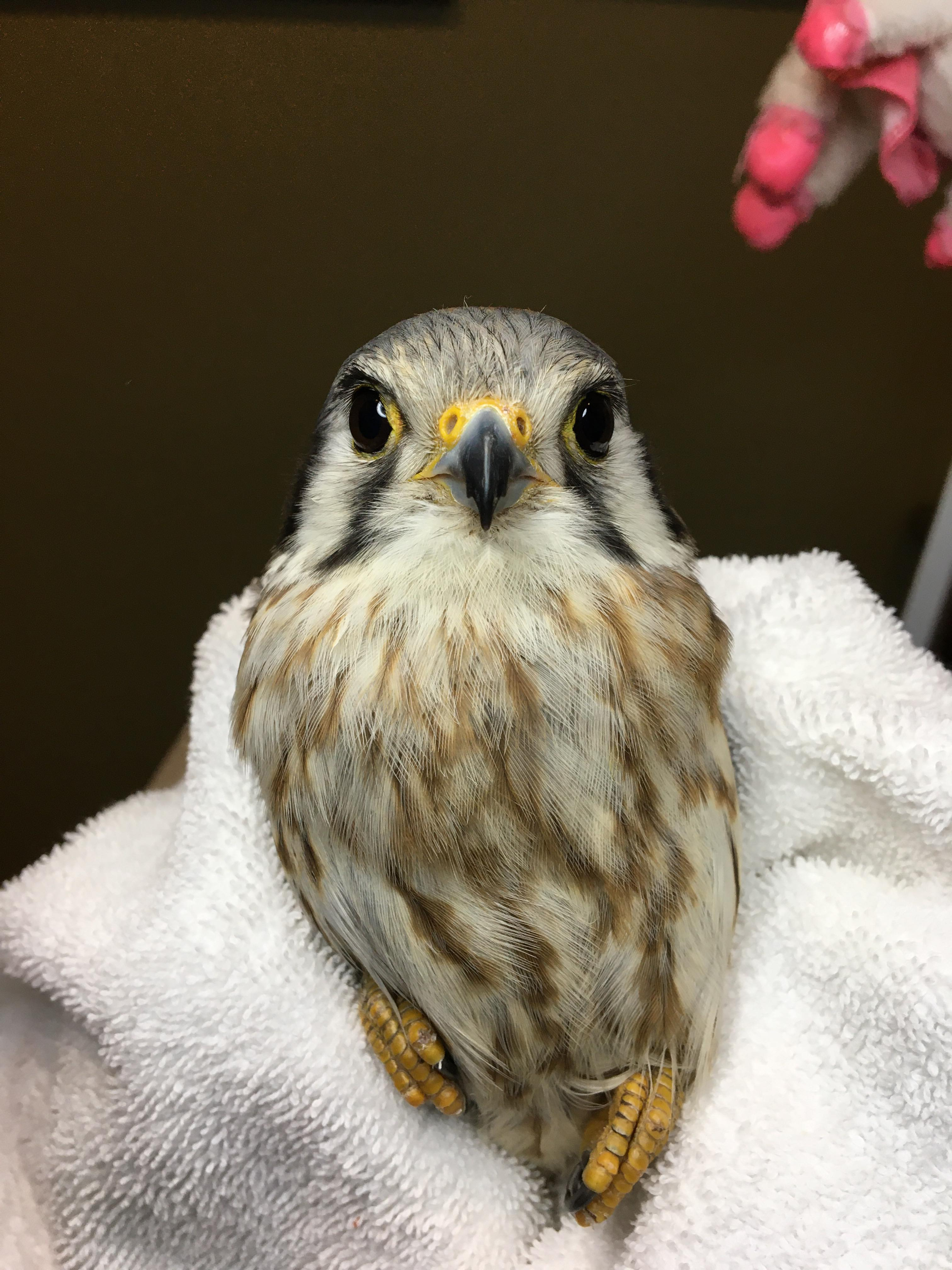
因寄生蟲感染和衝撞窗戶而正在接受治療的美國隼

野鳥基金大多數的動物病患是由一般民眾、美國人道主義協會和美國愛護動物協會等組織協助送達，機構收治各種鳥類和其他小型野生動物，其中最常見的為野鴿（約有1／6的病患為雛鴿）。
由於紐約市位處大西洋遷徙路線上，衝撞窗戶成為鳥類受傷的主要原因，鳥類常被窗戶後的燈光和其反射出的天空、樹木所誤導而大量與玻璃相撞，特別是在春秋兩季的遷徙途中。紐約奧杜邦學會估計，該市每年約有9－23萬隻鳥類死於窗殺，大多數的撞擊是由遷徙中的鳥類所造成。其他的傷亡原因則包括接觸到含鉛油漆、雛鳥在羽化前提早離巢、被自行車或汽車輾壓、貓和犬攻擊、鬥雞和人為槍殺等。
富商的鳥類被收治後會根據傷勢狀況行分類，有些仍允許再一定時間內在開放的空間飛翔，有些會被安置於帶有棲木的布籃中或孵蛋器內。根據麥克馬洪所述，被送往野鳥基金治療的動物有一半會在康復後回到其棲息地，另一部分則會死亡或進行安樂死。有些需要長期照顧或無法放生至野外的動物會被轉移至其他地區的收容所，如紐澤西州的猛禽信託野鳥康復中心或紐約州北部的Zeze收容所（Zeze sanctuary）。而對於已康復鳥類，放生的地點取決於牠們是否正在遷徙以及遷徙的方向。例如許多鴿子會放生在機構附近的中央公園，但正在南遷的鴿子則可能會選在布魯克林的展望公園，原因是與中央公園和曼哈頓其他地方相比，展望公園有一條通往南方的明確路線。
機構不會收取治療費用，依靠捐款和200多位志工運作。
2019冠狀病毒病期間，野鳥基金發現被送來治療的鳥類數量隨著人們的賞鳥活動而有所增加，僅管無證據表明鳥類受傷的總數量有上升趨勢。

## 外部連結
- 野鳥基金
- "將鳥類自死亡邊緣帶回鳥類診所" （页面存档备份，存于）（《紐約時報》），包括野鳥基金的受傷鳥類照片
- "幫助紐約市的野生鳥類" （页面存档备份，存于）（WNYC），該機構在麥克馬洪的公寓內運作的效果
- 鳥類的生與死E.R. （页面存档备份，存于）（《國家地理》）－紀錄短片（透過YouTube）